# Вильгельм Брауншвейгский
Вильгельм Август Людвиг Максимилиан Фридрих Брауншвейгский (нем. Wilhelm August Ludwig Maximilian Friedrich von Braunschweig; 25 апреля 1806, Брауншвейг — 18 октября 1884, Сибилленорт) — герцог Брауншвейга и Люнебурга, с 1830 года и до своей смерти правитель Брауншвейгского герцогства и герцог Олесницкий (Эльс).

## Биография
Вильгельм — второй сын Фридриха Вильгельма Брауншвейг-Вольфенбюттельского, герцога Брауншвейга и Люнебурга, и его супруги Марии Елизаветы Вильгельмины Баденской, дочери Карла Людвига Баденского. После смерти матери воспитывался в Лондоне. Вскоре после его возвращения в Брауншвейг в бою при Катр-Бра погиб его отец Фридрих Вильгельм. Опекуном Вильгельма и его старшего брата Карла стал дядя Георг IV, король Ганновера и принц-регент Великобритании, а реальное управление Брауншвейгом осуществляли местные чиновники.
В 1820—1822 годах братья проживали в Лозанне, затем Вильгельм учился в Гёттингене до осени 1823 года и служил в прусской армии. 30 октября 1821 года Вильгельм был назначен ротмистром в Ганноверский гвардейский гусарский полк, а 17 февраля 1826 года также и 2-го Прусского гвардейского кавалерийского полка ополчения. Звание майора получил 22 октября 1828 года. С 6 марта 1843 года служил в звании генерал-майора, был назначен шефом полка и повышен в генерал-лейтенанты. 30 марта 1844 года получил звание генерала кавалерии. 27 июня 1848 года получил звание фельдмаршала королевства Ганновер.
В 1830 году Вильгельм наследовал брату Карлу II, которого очень невзлюбили в герцогстве. Вильгельм никогда не женился и умер, не оставив законного наследника, тем самым угасла линия «новой брауншвейгской династии», которая правила на исконных землях Вельфов с 1533 года и наряду с «новой люнебургской династией» входила в старшую ветвь Вельфов. Герцог был похоронен в Брауншвейгском соборе.
Безбрачие Вильгельма объясняется враждебными отношениями со старшим братом. Изгнанный Карл проживал преимущественно в Женеве. В Брауншвейге считалось весьма вероятным, что обиженный Карл будет оспаривать наследные права потомков своего брата до последней инстанции. Это означало, что у Вильгельма в Брауншвейге было несколько внебрачных детей. Заключить брак с их матерью Вильгельм не мог по причине разницы в возрасте или происхождения, и герцог платил за молчание. Известна семья, которая поколениями держит обет молчания по этому поводу.
После смерти Вильгельма управление Брауншвейгом взял на себя совет регентов. Пруссия и Ганноверский дом находились во враждебных отношениях со времён аннексии Ганноверского королевства в 1866 году, Эрнсту Августу Ганноверскому, герцогу Камберлендскому, не позволили править в Брауншвейге. В 1885—1913 годах Брауншвейгом управляли регенты разных княжеских домов. Вельфы вернулись к власти в Брауншвейге лишь в 1913 году после примирения с Гогенцоллернами, состоявшегося в связи с бракосочетанием Эрнста Августа Брауншвейгского, сына герцога Камберлендского, с Викторией Луизой Прусской, единственной дочерью кайзера Вильгельма II.

## Награды
- Династический орден Генриха Льва, великий магистр (1834)

Королевства Ганновер:
- Орден Святого Георгия (1839)[3]
- Королевский Гвельфский орден, большой крест[4]
- Крест Вильгельма[нем.]

Королевства Пруссия:
- Орден Чёрного орла (10 февраля 1833); цепь ордена (февраль 1863)[5]
- Орден Красного орла 1-го класса (10 февраля 1833; как кавалер ордена Чёрного орла)
- Орден Красного орла, большой крест (1861; как кавалер ордена Чёрного орла)

Российской империи:
- Орден Святой Анны 1-й степени (11 ноября 1834)[6]
- Орден Белого орла(11/23 ноября 1834)[7]
- Орден Святого Александра Невского (11 ноября 1834)[8]
- Орден Святого апостола Андрея Первозванного (11 ноября 1834)[9]